# Långhuskyrka

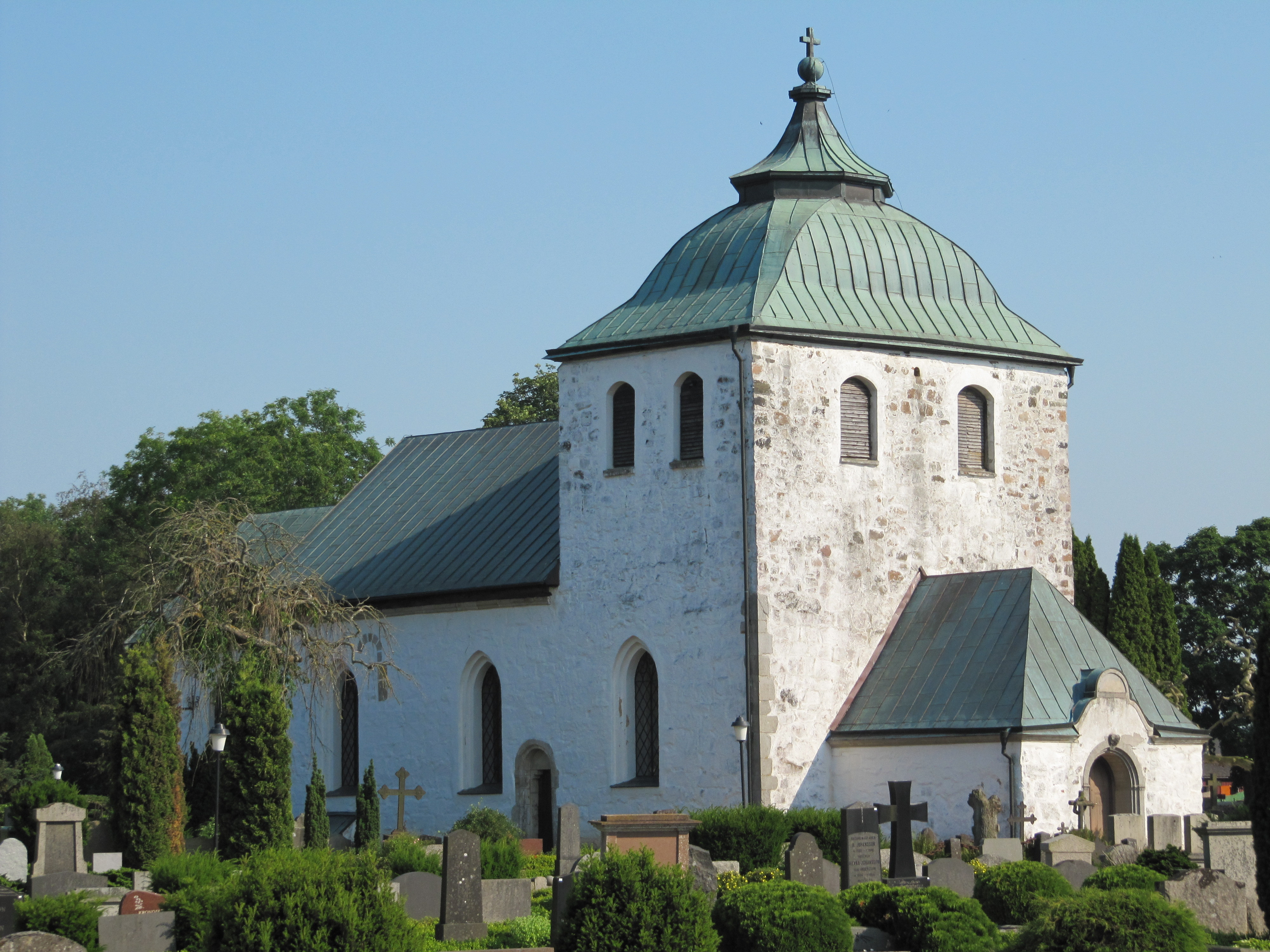
Gråmanstorps kyrka i Skåne är en långhuskyrka.

Långhuskyrkan är den vanligaste formen på de kristna kyrkobyggnaderna och består av ett centralt, långsmalt församlingsrum. Långhuskyrkan är vanligtvis förlagd i öst-västlig riktning med kor i öster.
Mindre långhuskyrkor består ofta av endast ett långhus, ofta med ett kyrktorn i väst. Större kyrkor kan också ha mittskepp och sidoskepp, som skiljs åt av kolonnader eller arkader, liksom också andra tillbyggnader såsom sidokapell etc.